# PAAMS

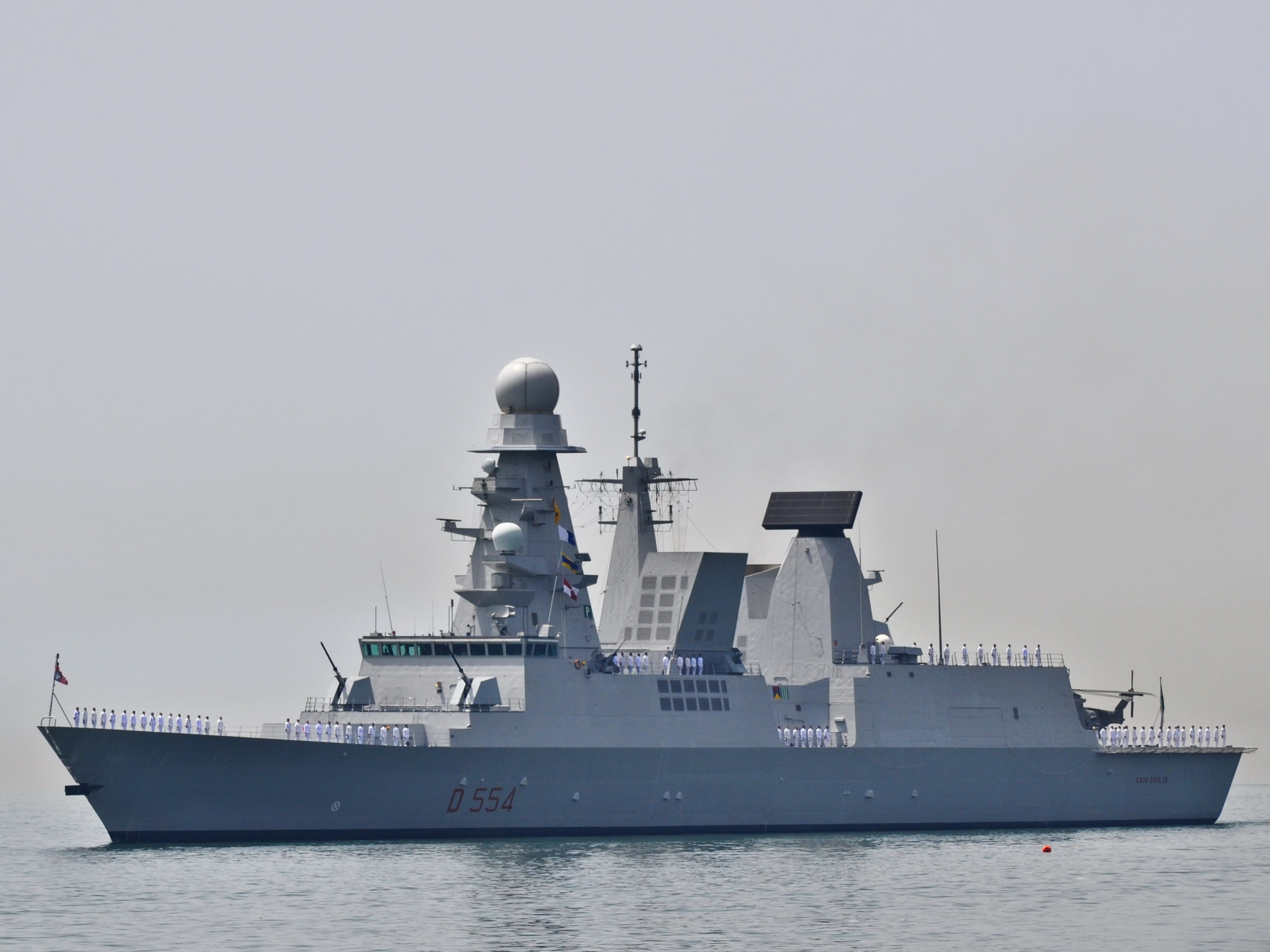
Итальянский эсминец «Кайо Дуилио» типа «Горизонт», оснащенный ЗРК PAAMS

PAAMS (англ. Principle Anti-Air Missile System) — зенитный ракетный комплекс морского базирования, среднего радиуса действия. Сухопутный вариант комплекса получил обозначение SAMP-T.
Головным разработчиком комплекса является европейский консорциум EUROSAM, образованный в июне 1989 года фирмами «Aérospatiale», «Alenia» и «Thomson-CSF».
ЗРК PAAMS предназначен для обеспечения противовоздушной обороны кораблей на расстоянии до 80 км и может оснащаться как ракетами «Aster-15», так и «Aster-30» с увеличенной дальностью полета.
22 сентября 2000 года консорциум EUROPAAMS получил первый контракт на производство трёх комплектов ЗРК PAAM , которые планировалось установить на головные корабли новых проектов: итальянский фрегат «Bergamini», английский эсминец HMS Daring, и французский эсминец «Forbin».
Зенитная ракета запускается вертикально из контейнерной пусковой установки. После пуска ракета выполняет вертикальный набор высоты, а затем разворачивается на боевой курс.
Система полностью автоматизирована от момента обнаружения цели до её перехвата.

## История
Разработка системы PAAMS началась в 1980-х годах, как первой общеевропейской зенитной ракетной системы дальнего радиуса действия, способной осуществлять прикрытие кораблей от массированного воздушного нападения с применением современных противокорабельных ракет. Работы по программе шли в рамках концепции создания «Стандартного фрегата следующего поколения» (англ. Common New Generation Frigate), стандартизированного корабля для европейских флотов. В проекте участвовали Великобритания, Франция и Италия.
В 1999 году, Великобритания решила выйти из проекта «стандартного фрегата», мотивируя это недостаточной мореходностью и дальностью корабля, пригодного для службы в европейских морях но не для океанских переходов. Вместо этого, британцы решили на базе проведенных разработок создать собственный проект более крупного эскадренного миноносца. Однако, британцы продолжали поддерживать программу общего зенитного ракетного комплекса для вооружения своих кораблей.

## Конструкция

### Компоненты системы
Система PAAMS состоит из нескольких ключевых компонентов, некоторые из которых — общие для всех вариантов системы, другие же зависят от конкретного варианта.
- РЛС раннего предупреждения S1850[1].
- Многофункциональная РЛС обнаружения/сопровождения/наведения. Существуют два типа РЛС, которые могут применяться в данном комплексе:
  - Британская РЛС SAMPSON — применяется на эсминцах тип 45[1]
  - Французская РЛС EMPAR — применяется на фрегатах / эсминцах типа «Горизонт»[1]
- Автоматическая система управления, совместимая с ОС Windows 2000
- Установка вертикального пуска SYLVER
- Зенитная управляемая ракета серии Aster
  - Aster 15 - малого и среднего радиуса действия
  - Aster 30 - большого радиуса действия
  - Aster Block 2 BMD - противоракета заатмосферного перехвата (в разработке)

### Возможности
Система PAAMS предназначена для обороны корабельных соединений от широкого спектра возможных угроз, включая сверхзвуковые, низколетящие, малозаметные и баллистические цели. Возможности системы допускают одновременное отслеживание нескольких сотен целей на дистанции 400—500 км в атмосфере и ближнем космосе. Целеуказание обеспечивается одновременно по 16 целям. Система способна противостоять одновременной атаке с нескольких направлений и осуществлять отслеживание одновременно различных типов целей.
Разработчики утверждают, что система PAAMS - одна из наиболее совершенных систем ПВО / ПРО в мире, что их вариант системы (с радаром SAMPSON) позволяет обнаруживать на больших дистанциях малозаметные цели, выполненные по технологии «Стелс».
Британия потратит 405 миллионов фунтов стерлингов (514 миллионов долларов) на модернизацию ЗРК. Sea Viper получит ракеты с новыми боеголовками, а также будет оснащён программным обеспечением, позволяющим противостоять угрозам баллистических ракет.

## Испытания
Система PAAMS прошла ряд испытаний в условиях, приближенных к боевым, продемонстрировавших её способности по поражению различных целей. Хотя первые испытания были малоудачны, в дальнейшем, выявленные проблемы были успешно решены.
- В 2009 году два опытных теста британской версии системы оказались неудачны из-за сбоев на финальной стадии сближения зенитной ракеты с целью. Проверка показала, что причиной был дефект при сборке партии ракет.
- В сентябре 2010 года, эсминец типа 45 HMS Dauntless впервые продемонстрировал успешный перехват воздушной цели — беспилотной мишени «Mirach» — при помощи системы PAAMS с зенитной ракетой Aster 15
- В мае 2011 года аналогичные успешные перехваты аналогичных целей были осуществлены эсминцем HMS Daring
- В декабре 2011 года при помощи системы PAAMS зенитной ракетой Aster 30 была поражена учебная баллистическая цель, имитировавшая баллистическую ракету среднего радиуса действия. Этим была подтверждена возможность применения системы для целей противоракетной обороны.
- В апреле 2012 года, французский фрегат D620 «Форбин» типа «Горизонт», успешно осуществил перехват сверхзвуковой беспилотной мишени GQM-163 Coyote. Мишень (американского производства) двигалась на скорости 2,5 Маха на высоте менее 5 метров в условиях, приближенных к боевым, и была успешно поражена комплексом PAAMS. Это был первый случай, когда зенитная ракета европейского производства перехватила низколетящую сверхзвуковую цель.
- В мае 2012 успешный перехват цели продемонстрировал эсминец HMS Diamond
- В июле 2012 успешный перехват цели продемонстрировал эсминец HMS Dragon
- В мае 2019 HMS Defender (D36) во время учений Formidable Shield уничтожил дрон, имитировавший атаку высокоскоростного низковысотного боеприпаса[2]. В ходе указанных учений французский фрегат FS Bretagne с помощью зенитной ракеты Aster 15 уничтожил сверхзвуковую ракету, летевшую со скоростью более 2 Маха (2400 км/ч)[3].

## Развертывание
В настоящее время, система PAAMS развернута на:
- Великобритания — шести эсминцах тип 45
- Франция — двух фрегатах типа «Горизонт»
- Италия — двух фрегатах типа «Горизонт»
- Украина — сухопутный вариант SAMP-T[4]

## ТТХ
- Дальность поражения аэродинамической цели:
  - минимальная — 1,7 км;
  - максимальная — 80 км;